# 미야카와 다이스케
미야카와 다이스케(일본어: 宮川 大輔, 1979년 10월 6일 ~ )는 일본의 전 축구 선수이다.

## 구단 경력
과거 세레소 오사카, 더스파 구사쓰, 기라반츠 기타큐슈, SC 사가미하라에서 활동하였다.